# ألغودونيت
ألغودونيت هو معدن من معادن الزرنيخيد للنحاس يكون التركيب الكيميائي لوحدته البلورية على الشكل Cu6As.
يوجد المعدن على شكل كتلي أو حبيبي وهو ذون لون يتراوح بين الفضي والرمادي، ويبهت لونه إلى اللون البرونزي
وصف المعدن أول مرة سنة 1857 وتنسب التسمية إلى منجم لوس ألغودونس Los Algodones في تشيلي.